# Halász Zoltán (labdarúgó)
Halász Zoltán (? – ?) magyar labdarúgó.

## Sikerei, díjai
Ferencvárosi TC
- Magyar bajnokság
  - ezüstérmes: 1923–24
  - bronzérmes: 1922–23